# Invisible Touch
Invisible touch is het dertiende studioalbum van de Engelse band Genesis. Het album werd uitgebracht in 1986.
Voorts was Invisible Touch het meest succesvolle album van de band sinds met ...And then there were three een andere koers gekozen werd zonder Steve Hackett en met vergrote invloed van Phil Collins.

## Tracks
| 1.                 | Invisible touch                                                                       | 3:26  |
| 2.                 | Tonight Tonight Tonight                                                               | 8:49  |
| 3.                 | Land of Confusion                                                                     | 4:45  |
| 4.                 | In Too Deep                                                                           | 4:59  |
| 5.                 | Anything She Does                                                                     | 4:06  |
| 6.                 | Domino · Part One: In The Glow Of The Night - 4:27 · Part Two: The Last Domino - 6:15 | 10:42 |
| 7.                 | Throwing It All Away                                                                  | 4:41  |
| 8.                 | The Brazilian                                                                         | 4:49  |
| Totale duur: 45:42 |                                                                                       |       |

## Bezetting
- Tony Banks : keyboards
- Mike Rutherford : gitaar, basgitaar
- Phil Collins : zang, drums

## Overige informatie
- Opnamestudio: The Farm, Surrey

From Genesis to Revelation · Trespass · Nursery Cryme · Foxtrot · Live · Selling England by the Pound · The Lamb Lies Down on Broadway · A Trick of the Tail · Wind & Wuthering · Seconds Out · ...And then there were three... · Duke · Abacab · Three Sides Live · Genesis · Invisible Touch · We Can't Dance ·  The way we walk volume one, the shorts · The way we walk volume two, the longs · Calling All Stations · Turn It On Again · Genesis Live over Europe